# Lasiopetalum indutum
Lasiopetalum indutum är en malvaväxtart som beskrevs av Ernst Gottlieb von Steudel. Lasiopetalum indutum ingår i släktet Lasiopetalum och familjen malvaväxter. Inga underarter finns listade i Catalogue of Life.